# Cinque Ports (1703)
Cinque Ports – angielski galeon z XVIII wieku. Jego nawigatorem był Alexander Selkirk, prawdopodobnie pierwowzór Robinsona Crusoe. W 1703 roku okręt był częścią ekspedycji dowodzonej przez Williama Dampiera. Nazwa okrętu pochodzi od związku pięciu angielskich miast portowych. 
Kiedy w 1701 roku w Europie wybuchła wojna o sukcesję hiszpańską, angielski rząd zaczął zatrudniać najemników i korsarzy do pomocy w walce przeciwko francuskim i hiszpańskim okrętom. Jednym z nich był William Dampier, który otrzymał zadanie zorganizowania ekspedycji, której celem było łupienie nieprzyjacielskich statków u wybrzeży Ameryki Południowej. W skład wyprawy wchodził dowodzony przez Anglika okręt „St George”, a także galeon „Cinque Ports”. Oba statki wypłynęły z Anglii 30 kwietnia 1703 roku.
W międzyczasie nastąpiły zmiany w ustalonych wcześniej planach i okręty zawinęły do portu w Kinsale. Część marynarzy z obu statków została zastąpiona przez innych, a sama ekspedycja znacznie się opóźniła. Ostatecznie Dampier i jego okręty wyruszyły w kierunku Ameryki Południowej 11 września 1703 roku.
Początkowo korsarze planowali atakować hiszpańskie statki powracające do Europy z Buenos Aires, jednak po kilku nieudanych potyczkach postanowili opłynąć przylądek Horn i spróbować swoich sił u wybrzeży Chile i Meksyku. Wyprawa okazała się niezwykle trudna i niebezpieczna. Jeszcze u wybrzeży Brazylii na pokładzie „Cinque Ports” zmarło na szkorbut aż 48 marynarzy, w tym kapitan. W tej sytuacji zastąpił go 21-letni porucznik Thomas Stradling.
Po opłynięciu Przylądka Horn oraz pokonaniu kilku hiszpańskich okrętów, Stradling popadł w konflikt z Dampierem i statki rozdzieliły się w październiku 1704 roku. „Cinque Ports” skierował się w kierunku niezamieszkałego archipelagu Juan Fernández w celu dokonania niezbędnych napraw oraz uzupełnienia zapasów żywności i wody. Galeon zacumował w pobliżu wyspy znanej wówczas jako Más a Tierra (obecnie Robinson Crusoe). Przebywający na pokładzie Selkirk miał złe przeczucia dotyczące przyszłości okrętu, z powodu jego uszkodzeń powstałych wskutek długotrwałej podróży. Wątpliwości Szkota budziło też niewielkie doświadczenie kapitana Stradlinga, a także znaczne braki w załodze. Selkirk próbował przekonać innych marynarzy, aby porzucić statek, tymczasowo osiedlić się na bezludnej wyspie i poczekać na inny okręt. Nikt nie podzielił jednak obaw Szkota, a on sam został pozostawiony na bezludnej wyspie, na której spędził w sumie ponad cztery lata. Został uratowany dopiero w 1709 roku, a jego przygody stały się natchnieniem dla Daniela Defoe i stworzenia postaci Robinsona Crusoe.
Obawy Aleksandra Selkirka okazały się słuszne, gdyż „Cinque Ports” zatonął niespełna miesiąc później, pod koniec 1704 roku, tracąc większość swej załogi.